# Бутенко Геннадій Михайлович
Бутенко Геннадій Михайлович (21 серпня 1932) — український вчений в галузі геронтології, патофізіолог, імунолог. Член-кореспондент НАН України, академік НАМН України. Лауреат премії ім. О. Богомольця НАНУ (1997), Державної премії УРСР в галузі науки і техніки (1981), Державної премії України в галузі науки і техніки (1999), премії АМНУ (2003). Заслужений діяч науки і техніки України (2002).

## Біографія
Народився у м. Миргороді в родині інженера-залізничника. Закінчив Одеський медичний інститут (1956). Працював на кафедрах патофізіології Одеського та Київського медінститутів (1957—1971). Від 1972 року — в Інституті геронтології АМНУ.

## Наукова діяльність
Досліджує запобіжну дію різноманітних геропротекторів, отриманих переважно із секреторних залоз. Досліджує вікові передумови виникнення патології, причини й механізми порушень імунної системи під час старіння.
Директор Інституту генетичної та регенеративної медицини НАМН України, завідувач відділу клітинних та тканинних технологій цього ж інституту, завідувач лабораторії патофізіології та імунології Інституту геронтології НАМН України.

### Основні наукові праці
- «Активные механизмы нарушения функций в процессе старения» (1990);
- «Старение иммунной системы» (1998);
- «Остеопороз и иммунная система» (2002);
- «Возрастные изменения как предпосылка к возникновению возрастной патологии» (2002);
- «Генетические аспекты старения и возрастной патологии» (2008);
- «Long-term fate of grafted hippocampal neural progenitor cells following ischemic injury» (2014);
- «Effects of neural crest-derived multipotent stem cells on regeneration of an injured peripheral nerve in mice» (2015);
- «Plasticity of bone marrow-derived stromal cells at grafting onto neural tissue after ischemic injury in vitro» (2015);
- «Effect of transplantation of adipose-derived multipotent mesenchymal stromal cells on the nervous tissue and behavioral responses in a mouse model of periventricular leukomalacia» (2015);
- «The rejuvenation of the immune system: physiological, cellular and molecular mechanisms» (2016)[1].